# Jan Abramowitsch Frenkel

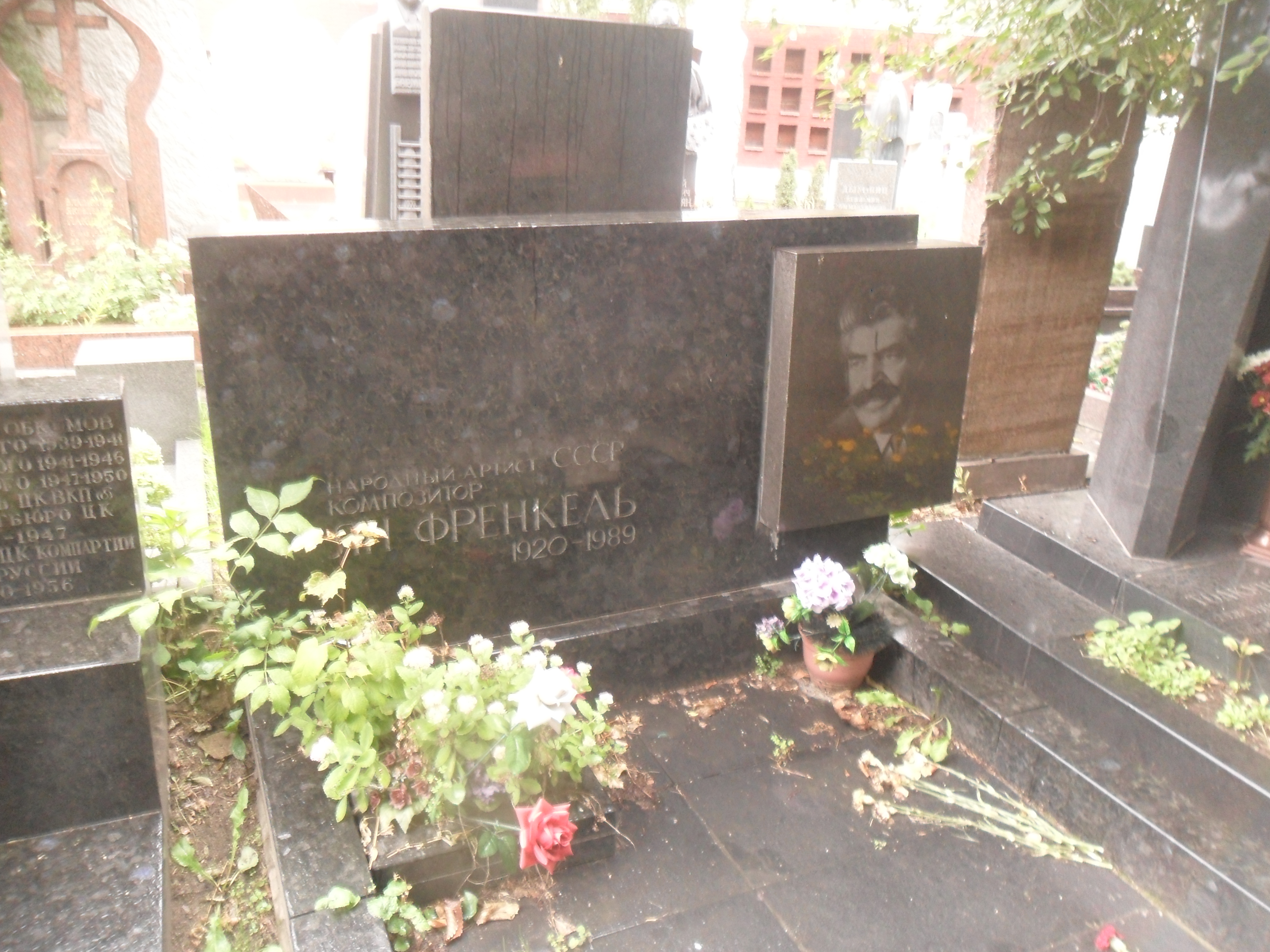
Frenkels Grab in Moskau

Jan Abramowitsch Frenkel (russisch Ян Абра́мович Фре́нкель; geb. um 1920 in der Sowjetunion; gest. 25. August 1989 in Riga, Lettische SSR, Sowjetunion) war ein sowjetischer Komponist, Musiker und Schauspieler. Er erhielt zahlreiche staatliche Auszeichnungen, unter anderem 1982 den Staatspreis der UdSSR.

## Leben
Geburtsdatum und -ort von Jan Frenkel sind unterschiedlich überliefert. Nach den meisten biographischen Angaben wurde er am 21. November 1920 in Kiew geboren. Als Geburtsjahr erscheint jedoch in einigen Quellen auch 1918, 1919 oder 1925, zuweilen wird als Geburtsort auch Pologi in der heutigen Ukraine angegeben. Er stammte aus einer jüdischen Familie und erlernte das Geigenspiel zunächst bei seinem Vater, dem Friseur Abram Natanowitsch Frenkel. Von 1938 bis 1941 studierte er am Kiewer Konservatorium Violine bei Jakow Magasiner, einem Schüler von Alexander Fidelmann, sowie Komposition bei Borys Ljatoschynskyj. Nach seinem Studienabschluss wurde er im Zweiten Weltkrieg nach Orenburg evakuiert, wo er eine Flugabwehrschule absolvierte und im Kriegseinsatz verwundet wurde. Nach seiner Genesung trat er von 1943 bis Kriegsende im Fronttheater auf, wo er Klavier, Geige und Akkordeon spielte.
Nach Kriegsende lebte er ab 1946 in Moskau, wo er Arrangements für Orchester schrieb und in Cafés als Geiger auftrat. In den 1960er Jahren begann er in Zusammenarbeit mit prominenten sowjetischen Künstlern, darunter Konstantin Wanschenkin, Lieder zu komponieren. Seine Vertonung des Gedichts Schurawli (Die Kraniche) von Rassul Gamsatow wurde in der Interpretation von Mark Bernes 1969 ein landesweiter Erfolg. Unter anderem für den Kinderfilm Die Abenteuer des gelben Köfferchens schrieb er die Filmmusik.
Er starb 1989 in Riga und wurde auf dem Nowodewitschi-Friedhof in Moskau begraben.
Frenkel diente als Vorbild für Gena, ein freundliches Krokodil, das in sowjetischen Kinderbüchern erscheint und mit der Phantasiefigur Tscheburaschka befreundet ist.

## Familie
Frenkels Frau Natalia Michailowna war Schauspielerin und starb Mitte der 1990er Jahre. Die Tochter Nina lebt seit 1980 in Italien; sein gleichnamiger Enkel Ian Frenkel, Jr. ist Klavierlehrer am Connecticut College und einer der Leiter des kombinierten Jazz- und Blasorchesters des Colleges und der United States Coast Guard Academy.